# 印尼死刑制度
死刑是印度尼西亚的法定刑罚，尽管《印度尼西亞憲法》中明确人民的生命權應獲得保障。根據當地媒體的民意調查顯示，有75%的人支持死刑。
印尼政府不主動揭露被處決的統計資料，截至2015年4月，已知仍有一百餘名死刑犯被關押在監獄之中。

## 可被判死刑的罪名

### 刑法
按照印尼旧刑法，共有16種犯罪可能會被判處死刑。
2023年新颁布的印尼刑法则规定以下罪行可判处死刑：
- 犯有叛国行为，意图杀害总统或副总统，或剥夺其生命或自由，或使其不适合执政（第191条）
- 犯有叛国行为，意图使印度尼西亚部分地区落入外国势力之手，或煽动印度尼西亚各地区脱离印度尼西亚（第192条）
- 通过以下方式协助或保护印度尼西亚的敌人，犯下叛国行为
  - 通过背叛、放弃、摧毁、损坏军事设施或军事哨所、交通设施、战争后勤仓库或武装部队的军事战争资金，帮助印度尼西亚的敌人作战，也包括试图妨碍、阻碍或使进攻和防御的战术战略失败（第212条第3节a）
  - 在武装部队中引起或协助暴乱、叛乱、逃兵（第212条第3节b）。
- 蓄意谋杀（第459条）
- 航空犯罪和针对航空设施、基础设施的犯罪导致人员死亡或飞机损毁（第588条第2节）
  - 针对飞机上人员的暴力行为。
  - 放置工具或物品，或导致放置此类工具或物品，从而对飞机造成损坏（无论是民用航班还是特殊航班）
- 对国家、种族、族裔、宗教或信仰实施种族灭绝或参与种族灭绝行为（第598条），具体行为如下：
  - 杀害该国家、种族、民族、宗教或信仰的成员。
  - 给该国家、种族、民族、宗教或信仰造成巨大的身心痛苦。
  - 造成该国家、种族、民族、宗教或信仰不适宜生活的状况。
  - 强迫行为，导致该国家、种族、民族、宗教或信仰的成员取消出生或禁止生育。
  - 通过强制迁移的方式强制运输儿童。
- 系统性杀害、消灭、放逐、强制驱逐居民、剥夺自由以及其他国际公认的针对平民的危害人类罪和种族隔离罪（第599条a）。
- 恐怖主义行为（第600条），包括：
  - 造成大范围的恐怖和恐惧局势。
  - 恐怖行为导致大规模杀戮。
  - 恐怖行为导致大规模的自由被剥夺。
  - 恐怖行为导致大量人员伤亡或财产损失。
  - 恐怖行为导致国家重要设施、环境、公共设施、国际设施遭到破坏。
- 与毒品有关的违法行为：
  - 栽培超过5棵产毒植物树或栽培产出超过1公斤的药用植物物质，或生产、进口、出口、分销超过5克化学形式的第一类麻醉品（第610条第2节a）。
  - 生产、进口、出口或分销化学形式的 II 类麻醉品，且毒品材料含量超过5克（第610条第2节b）。

### 军事刑法
印度尼西亚军事刑法典（印尼语：Kitab Undang-Undang Hukum Pidana Militer）中列出的可判处死刑的罪行包括：
- 协助敌人危害印度尼西亚（第64条）
- 参与叛乱（第65条）
- 间谍活动（第67条）
- 战争期间背叛诺言和密谋阴谋（第68条）
- 故意向敌人投降（第73条）
- 战争期间故意投降，没有下达严格命令，压制战斗精神，扰乱军事社区（第74条）
- 在担任军事指挥官、经理或主管期间犯有严重犯罪行为（第76条）
- 破坏与敌人达成的协议、条约或协议并违法行事以及站在敌人一边（第82条）
- 战争中开小差（第89条）
- 在和平时期叛乱、开小差，以及在能够防止战争或犯罪时忽视防止战争或犯罪的行为（第133条）
- 故意对个人或团体实施暴力行为（第137条）
- 故意对战争中的死者、病者、伤者实施暴力行为（第138条）